# Salimo Abdula
Salimo Amad Abdula (Quelimane, Zambézia, 18 de Junho de 1963) ou simplesmente Salimo Abdula é um empresário moçambicano, fundador e Presidente do Conselho de Administração do Grupo Intelec Holdings, Presidente da Confederação Empresarial da CPLP (CE-CPLP), foi Presidente da Confederação das Associações Económicas de Moçambique (CTA) e foi, também, Presidente do Conselho de Administração da Vodacom.

## Infância e juventude
“Nasci numa bela casa”. É assim como Salimo Abdula caracteriza a casa onde passou a viver quando tinha doia anos de idade e que pertencia ao seu tio por afinidade, Abdul Carimo Hassamo, empresário e proprietário de uma cadeia de cinemas em Moçambique. Salimo considera-se um “produto” multicultural, filho de uma mulher doméstica, Amina, de Inhambane, de origem asiática, e de Amade Abdula, de Sofala, filho de pais oriundos de Angoche, Nampula, que era empregado comercial em Maruro, distrito de Mopeia. Após o seu nascimento, Nina, a filha do seu tio por afinidade, escolheu-o como afilhado.

## Educação
Ao mudar-se para a casa da tia Baena, a quem considera mulher de armas, e do tio Carimo, na companhia da sua madrinha e filha do casal, Quelimane tornou-se a sua cidade, onde fez o ensino primário, na Escola Vasco da Gama.
Quando o pai aceitou o convite para gerir o Cinema Nina, que fazia parte da cadeia do tio Carimo, mudou-se para Ilha de Moçambique, em Nampula, onde continuou com os seus estudos. Regressa a Quelimane, mas, no início dos anos 1980, muda-se para a cidade da Beira, com vista a cursar Contabilidade, na Escola Comercial e Industrial de Sofala. Mais tarde, segue para Maputo, estudar Informática no Instituto Comercial de Maputo/Universidade Eduardo Mondlane.
Foi o primeiro moçambicano a ser formado pela Global Ethics, nos Estados Unidos. Quando regressou, fundou a Ética Moçambique.

## Ocupação
- Presidente da Confederação Empresarial da CPLP (CE-CPLP);
- Presidente do Conselho de Administração da Intelec Holdings, S.A. (grupo empresarial que actua nos ramos de energia, publicidade, turismo, finanças, recursos minerais, telecomunicações, imobiliária e consultoria);
- Cônsul honorário da Malásia em Moçambique
- Presidente do Conselho de Administração da Vodacom Moçambique, entre 2017 e 2020 (cargo que também ocupou entre 2009 e 2011, bem como entre
- 2013 e 2015);
- Presidente da Mesa da Assembleia Geral da Confederação das Associações de Económicas de Moçambique (CTA) entre 2011 e 2014, assim como entre 2014 e 2017
- Ex-Presidente do Conselho Directivo da CTA, entre 2005 e 2008 e entre 2008 e 2011
- Ex-Administrador do Banco Único, S.A.
- Ex-Deputado da Assembleia da República de Moçambique, na Primeira Legislatura Multipartidária

## Início empresarial
A carreira empresarial de Salimo Abdula pode ter origem na sua adolescência. Aos 13 anos, começou a trabalhar em part time, no bar do Cinema Águia, com o irmão mais velho, para garantirem o próprio sustento e ajudarem o pai. Mas a primeira grande acção surgiu quando a contabilista d’A Iluminante, onde
trabalhou enquanto estudante na cidade da Beira, lhe ligou, estando em Maputo, a dizer que o proprietário e o gerente haviam abandonado a empresa, deixando três procurações: para ela, para o procurador e para Salimo Abdula. No entanto, os outros dois abdicavam das suas procurações, deixando para ele, na altura com 18 anos, a responsabilidade de salvar o emprego de 70 pessoas.
É nessa altura que se reúne com os trabalhadores e explica-lhes que não tem dinheiro, mas apenas vontade e que contava com eles. Eles concordaram.
Quando o Estado interveio e levou a empresa à hasta pública, Salimo Abdula fez uma proposta de 400 meticais, que era o valor que tinha das suas poupanças, e comprava, assim, a sua primeira empresa. No entanto, descobriu que tinha uma dívida superior a quatro milhões de meticais.
Em três a quatro anos, Salimo Abdula colocou a empresa numa situação completamente saudável. E começou também a fazer prestação de serviços para
Quelimane, onde o irmão era distribuidor, na indústria hoteleira, e vendeu-lhe uma quota na sua empresa. Em 1990, Salimo Abdula já vivia em Maputo e havia casado com Maria Assunção Abdula. Foi nessa altura que o seu irmão mais velho sugeriu que fossem à hasta pública e o lance seria para uma empresa de construção, a Pinturas África. Salimo, que estava no ramo electrotécnico, ficou com uma construtora.
E um vizinho seu, engenheiro civil, tinha a Electro Sul, uma oficina de bobinagem. Propôs-lhe parceria, ficando com uma parte da empresa de construção de Salimo Abdula e este com a de electricidade, sempre como gestor.
Mais tarde, o vizinho, que também era funcionário público, vendeu-lhe a sua quota, passando a deter 100% da Electro Sul e da empresa de construção.

## Crescimento empresarial
Em 1997, fundou a Intelec Holdings, um grupo empresarial de referência em Moçambique, com forte actuação em sectores estratégicos para o crescimento do país, tendo criado mais de 2.500 empregos. Aliás, para Salimo Abdula, uma das suas satisfações é criar emprego.
Se o sector eléctrico foi a base da sua criação empresarial, existem outros para onde orienta as suas atenções, como os de telecomunicações e agrícola, por acreditar que ainda há muito por se fazer e conquistar em Moçambique, assim como o financeiro.
Na Intelec Holdings, Salimo Abdula detinha 100% da Electrotec, mas cedeu 49% à Visabeira. No sector têxtil, juntou três empresas portuguesas do Norte e reergueu a Riopele, que esteve fechada 20 anos, passando a chamar-se Mozambique Cotton Manufacturers (MCM).

## CPLP
Salimo Abdula chega à presidência da Confederação Empresarial da Comunidade dos Países de Língua Portuguesa (CE-CPLP) em 2013, em representação da Confederação das Associações Económicas (CTA), tendo conquistado todos os nove votos dos países membros.
Assumiu a livre circulação de pessoas e bens entre os países membros como uma das suas bandeiras. Olhando para a CPLP como um todo, Salimo Abdula acredita que pode vir a ser uma potência mundial, por fazerem parte dela países com potencial energético, mar, terra e população jovem. E considera que a “a CPLP deixou de ser um projecto e passou a ser uma causa”.
Ao assumir a presidência da CE-CPLP, queria uma organização que pudesse preparar algo consistente que influenciasse a parte política. Foi durante este processo que começou a despertar, dentro dos vários países, a necessidade de se reconfigurar e dar uma outra vida à confederação.
O que a liderança de Salimo Abdula pretendia era que a CPLP fosse mais económica, para conferir alguma solidez às relações que se vinham criando, que eram mais linguísticas e culturais.

## CTA
Salimo Abdula contribuiu para o crescimento da Confederação das Associações Económicas, uma das mais influentes organizações empresariais moçambicanas, primeiro, como vice-Presidente, depois em dois mandatos como Presidente.
Depois de se retirar da liderança executiva, manteve-se como Presidente da Mesa da Assembleia Geral. Num curto comunicado que assinala a sua reeleição como Presidente da CE-CPLP, a CTA sublinha que Salimo Abdula dirigiu “a Confederação das Associações Económicas de Moçambique (CTA) por dois mandatos coroados de êxito na atracção do investimento estrangeiro para Moçambique e na construção de parcerias entre empresários moçambicanos e estrangeiros”.

## Reconhecimento
- Euroknowledge Leadership Award 2020[11]
- Reconhecimento de Países de Língua Portuguesa – AJEPC - FIN 2018[12]
- Excelência Empresarial Bizz 2016[13]
- World Finance 100[14]
- Personalidade do Ano 2014 pelo Grupo Soico
- Distinção pela CTA, em reconhecimento ao contributo para a classe empresarial

## Investimento[14]
Sector de Energia
- Electro Sul
- Electrotec
- Gigawatt
- Self Energy
- Aberdare Cables
- MGC (Matola Gas Company)
- CMH (Companhia Moçambicana de Hidrocarbonetos)

Sector de Telecomunicações
- Vodacom
- Comserv
- Questcomm
- Agricultura
- Agromoz/Wanza Farms

Sector Industrial
- MCM (Mozambique Cotton Manufacturers)
- Águas de Goba
- Fábrica de Contadores Eléctricos da Electro Sul

Sector Financeiro
- Moçambique Capitais
- Banco Único, através da SF Holdings

Sector de Publicidade e Marketing
- JC DECAUX
- DDB Moçambique

Mineração
- Intergemas

## Outros investimentos
- Caetano Equipamentos (Grupo Salvador Caetano, agente das marcas automóveis
- Renault, Wolkswagen e Peugeot)

## Política
Quando, em 1992, se assinam os Acordos Gerais de Paz, abrem-se portas para as primeiras eleições gerais em Moçambique, em 1994. Nessa altura, Salimo Abdula sente-se “empurrado” para a Assembleia de República, onde é eleito deputado pela sua província, Zambézia, como o 7º mais votado.
Marca, assim, a sua curta passagem pela política, de 1994 a 1999. Foi reeleito, mas pediu para sair, pois sentiu que a sua vida empresarial estava em declínio e a sua esposa, que estudava Medicina, teve que interromper, para o ajudar.
Contudo, está satisfeito com a passagem pela política. “A minha passagem pelo Parlamento deu-me uma outra visão do país, dos seus desafios e necessidades.” Politicamente, assume-se como um homem do Centro, que vai aprendendo o equilíbrio entre a Esquerda e a Direita, e acredita que tudo na vida tem de ser comedido. 
Entende que a economia de mercado criou condições para que o sector privado possa ser o motor da economia, “mas aprendi também que é preciso crescer com alguma distribuição sustentável”.

## Religião
“Nasci muçulmano”. É assim como se apresenta, mas é de uma família com grande mistura de religiões e etnias. O pai é de Angoche, a mãe de Inhambane, mas com origens asiáticas, e a mulher é católica. “Isso dá-me uma folga muito grande, porque assim passo tudo o que é festa: Ide, Natal e, de vez em quando, alguns amigos hindus convidam-me para as suas festas”.

## Crença/pensamento
Quanto mais questões burocráticas e administrativas se colocarem, mais lojas de corrupção geramos. A corrupção é um fenómeno global, umas vezes de forma mais camuflada que outras. Em países e economias marginais como os nossos, é mais notável a pequena corrupção, porque é o incómodo do dia-a-dia da população. As pessoas necessitadas vão corrompendo-se para sobreviver. Então, será a pobreza que gera a corrupção ou a corrupção que gera a pobreza?

## Desporto
Basquetebol é o seu desporto de eleição. Começou a jogar ainda adolescente e, aos 17 anos, foi eleito Presidente da Associação Provincial de Basquetebol da Zambézia. Foi nessa fase que nasceu o sonho de jogar na Liga Norte-americana de Basquetebol Profissional (NBA).
Pelo facto de ter uma estatura baixa, actuou como base em todas as equipas que representou, inclusive no Maxaquene, onde foi campeão nacional, em 1983. Alinhou ainda pelas formações da Associação Africana, Benfica de Quelimane, Ferroviário de Nampula, Desportivo de Quelimane, Palmeiras da Beira e Matchedje de Maputo.
Por vezes, o básquete é usado por Salimo Abdula para espantar o stress, jogando com os seus velhos companheiros, como Belmiro Simango, Ernesto Júnior e Custódio Machel.
Salimo Abdula também pratica Jet Ski, com os filhos e a mulher. Considera esteum deporto de família no Verão.